# Iwashita Keisuke
Keisuke Iwashita (岩下 敬輔 Iwashita Keisuke, sinh ngày 24 tháng 9 năm 1986 ở Kagoshima, Nhật Bản) là một hậu vệ bóng đá người Nhật Bản thi đấu cho đội bóng ở J2 League Avispa Fukuoka.

## Sự nghiệp
Sau khi tốt nghiệp Trường Trung học Thương mại Kagoshima năm 2005, Iwashita ký hợp đồng với S-Pulse và thi đấu từ đó. Ở mùa giải 2007 anh ghi bàn thắng đầu tiên cho S-Pulse trong chiến thắng 2-0 trên sân khách trước Albirex Niigata.
Anh được triệu tập vào đội tuyển quốc gia năm 2009 bởi Takeshi Okada nhưng chưa ra sân trận nào cho Nhật Bản.

## Thống kê sự nghiệp
Cập nhật đến ngày 23 tháng 2 năm 2018.
| Thành tích câu lạc bộ | Thành tích câu lạc bộ | Thành tích câu lạc bộ | Giải vô địch | Giải vô địch | Cúp                   | Cúp                   | Cúp Liên đoàn | Cúp Liên đoàn | Châu lục | Châu lục  | Khác1   | Khác1     | Tổng cộng | Tổng cộng |
| Mùa giải              | Câu lạc bộ            | Giải vô địch          | Số trận      | Bàn thắng    | Số trận               | Bàn thắng             | Số trận       | Bàn thắng     | Số trận  | Bàn thắng | Số trận | Bàn thắng | Số trận   | Bàn thắng |
| Nhật Bản              | Nhật Bản              | Nhật Bản              | Giải vô địch | Giải vô địch | Cúp Hoàng đế Nhật Bản | Cúp Hoàng đế Nhật Bản | Cúp Liên đoàn | Cúp Liên đoàn | AFC      | AFC       | Khác    | Khác      | Tổng cộng | Tổng cộng |
| --------------------- | --------------------- | --------------------- | ------------ | ------------ | --------------------- | --------------------- | ------------- | ------------- | -------- | --------- | ------- | --------- | --------- | --------- |
| 2006                  | Shimizu S-Pulse       | J1 League             | 1            | 0            | 0                     | 0                     | 0             | 0             | -        | -         | -       | -         | 1         | 0         |
| 2007                  | Shimizu S-Pulse       | J1 League             | 1            | 0            | 0                     | 0                     | 2             | 0             | -        | -         | -       | -         | 0         | 0         |
| 2008                  | Shimizu S-Pulse       | J1 League             | 18           | 2            | 0                     | 0                     | 10            | 2             | -        | -         | -       | -         | 28        | 4         |
| 2009                  | Shimizu S-Pulse       | J1 League             | 29           | 5            | 0                     | 0                     | 9             | 1             | -        | -         | -       | -         | 38        | 6         |
| 2010                  | Shimizu S-Pulse       | J1 League             | 20           | 1            | 2                     | 0                     | 5             | 0             | -        | -         | -       | -         | 27        | 1         |
| 2011                  | Shimizu S-Pulse       | J1 League             | 29           | 2            | 4                     | 1                     | 4             | 0             | -        | -         | -       | -         | 37        | 3         |
| 2012                  | Shimizu S-Pulse       | J1 League             | 12           | 1            | 0                     | 0                     | 2             | 0             | -        | -         | -       | -         | 14        | 1         |
| 2012                  | Gamba Osaka           | J1 League             | 12           | 0            | 6                     | 1                     | 0             | 0             | -        | -         | -       | -         | 18        | 1         |
| 2013                  | Gamba Osaka           | J2 League             | 17           | 2            | 0                     | 0                     | -             | -             | -        | -         | -       | -         | 17        | 2         |
| 2014                  | Gamba Osaka           | J1 League             | 32           | 1            | 2                     | 0                     | 8             | 0             | -        | -         | -       | -         | 42        | 1         |
| 2015                  | Gamba Osaka           | J1 League             | 24           | 0            | 0                     | 0                     | 5             | 1             | 9        | 0         | 2       | 0         | 40        | 1         |
| 2016                  | Gamba Osaka           | J1 League             | 10           | 1            | 1                     | 0                     | 1             | 0             | 1        | 0         | 0       | 0         | 13        | 1         |
| 2017                  | Avispa Fukuoka        | J2 League             | 32           | 3            | 0                     | 0                     | -             | -             | -        | -         | -       | -         | 32        | 3         |
| Tổng cộng sự nghiệp   | Tổng cộng sự nghiệp   | Tổng cộng sự nghiệp   | 237          | 18           | 15                    | 2                     | 46            | 4             | 10       | 0         | 2       | 0         | 310       | 24        |

 1 Bao gồm số lần ra sân tại J. League Championship, Siêu cúp Nhật Bản và Giải bóng đá vô địch Suruga Bank.
Thành tích đội dự bị
| Thành tích câu lạc bộ | Thành tích câu lạc bộ | Thành tích câu lạc bộ | Giải vô địch | Giải vô địch | Tổng cộng | Tổng cộng |
| Mùa giải              | Câu lạc bộ            | Giải vô địch          | Số trận      | Bàn thắng    | Số trận   | Bàn thắng |
| Nhật Bản              | Nhật Bản              | Nhật Bản              | Giải vô địch | Giải vô địch | Tổng cộng | Tổng cộng |
| --------------------- | --------------------- | --------------------- | ------------ | ------------ | --------- | --------- |
| 2016                  | Gamba Osaka U-23      | J3                    | 6            | 0            | 6         | 0         |
| Tổng cộng sự nghiệp   | Tổng cộng sự nghiệp   | Tổng cộng sự nghiệp   | 6            | 0            | 6         | 0         |

## Danh hiệu
Gamba Osaka
- J. League Division 1 - 2014
- J. League Division 2 - 2013
- Cúp Hoàng đế Nhật Bản - 2014, 2015
- J. League Cup - 2014
- Siêu cúp Nhật Bản - 2015